# Lajes Pintadas
Lajes Pintadas este un oraș în Rio Grande do Norte (RN), Brazilia.